# Колт Миротворац
Колт Миротворац (енгл. Colt Single Action Army, Peacemaker, M1873), први револвер са сједињеним метком америчке компаније Колт, конструисан 1872. године. Званично Колт једноставног дејства војни модел 1873, добио је надимак Миротворац или Граничар пошто је сматран оружјем које је умирило Дивљи запад. Један од најпопуларнијих револвера свих времена.

## Историја

### Колтов патент (1835—1856)
Амерички пушкар Семјуел Колт патентирао је 1835. први револвер с капислом, Колт Патерсон. До 1860. компанија Колт произвела је серију револвера капислара, чији су се добоши са 6 барутних комора пунили спреда (шипком) барутом и куглом, док се каписла стављала на шупљи пипак на задњој страни добоша (по једна за сваку комору). Ороз се запињао руком, при чему се окретао и добош, а опаљивање се вршило ударцем ороза који је активирао капислу (идентично као код пушака капислара, с том разликом да је револвер имао 6 ротирајућих барутних комора у добошу, а пушке каписларе само једну). Брзина гађања била је мала, јер се ороз запињао ручно после сваког опаљења - били су то такозвани револвери са обарачем једноставног дејства. Компанија Колт имала је монопол на производњу револвера у САД све до 1857, када је њихов патент коначно истекао.

### Патент Ролина Вајта (1855—1869)
Године 1857. компанија Смит и Весон произвела је нови модел револвера са добошем који је имао  потпуно пробушене барутне коморе отворене на задњем крају (који је 1855. патентирао пушкар Ролин Вајт, а компанија откупила за 25 центи по револверу), које су се пуниле са задње стране сједињеним мецима са ивичним паљењем, које је 1856-1860. патентирао Данијел Б. Весон. Нови меци имали су металну чахуру са капислом на дну, куглом на врху и барутним пуњењем у средини. Метална чахура чврсто је заптивала задњи крај барутне коморе, а ови меци опаљивани су ударцем ороза по ивици дна, што је активирало капислу. Брзина пуњења у односу на револвере каписларе била је далеко већа. Захваљујући патенту Ролина Вајта, компанија Смит и Весон имала је монопол у САД (али не и у Европи) на производњу револвера пуњених са задње стране све до истицања патента 1869 (по другим изворима 1872) године.
Нови метални меци са ивичним паљењем показали су се као поуздани и широко су прихваћени. Фирма Колт покушала је да заобиђе Вајтов патент тако што је произвела метке са металном чахуром без ивице, нешто уже на задњем крају, који су се могли убацити у добош са предње стране, шипком. Али овај метод, познат као Туерова конверзија, био је само привремена мера: када је патент компаније Смит и Весон (заправо Ролина Вајта) на нови тип револвера истекао, компанија Колт произвела је свој Колт модел 1873, први Колтов револвер који се пунио сједињеним мецима отпозади. Колт је отишао корак даље, прилагодивши револвер за нову муницију са централним паљењем. Овај револвер је масовно коришћен у Индијанским ратовима и колонизацији Дивљег запада, и уз пушку Винчестерку модел 1873 популарно је називан оружјем које је освојило Дивљи запад.

## Карактеристике
Тело револвера је из једног дела (енгл. solid frame revolver), са траком изнад добоша, а заобљена цев је причвршћена завртњима. Добош је пробушен отпозади (са отвореним барутним коморама). Као и код ранијих Колтових револвера, задржан је полулоптасти стојећи затварач иза добоша, са резом (капијом) за пуњење уграђеном са десне стране, а чахуре се избацују шипком која клизи кроз цевчицу (рукав) испод и десно од цеви. Обарач је једноставног дејства (ороз се напиње руком пре сваког пуцања). Облога дршке је од дрвета, гуме, слоноваче или седефа.

### Варијанте
Револвер је био доступан са три различите дужине цеви:
- Коњички модел, дужине цеви 7,5 инча (190 мм),
- Артиљеријски модел, дужине цеви 5,5 инча (140 мм) и
- Цивилни модел, дужине цеви 4,75 инча (121 мм).[3]

### Муниција
Колт Миротворац од почетка је користио нову муницију са централним паљењем, са месинганом чахуром и бакарном капислом у средини дна. Први модели били су калибра 0,45 инча (11,4 мм), али су касније прављени у разним калибрима. Многе винчестерке и колтови користили су исту муницију, веома популарни метак калибра 44-40, што је олакшавало снабдевање муницијом у ограниченим условима Дивљег запада. Први број 44 означава 44/100 инча (11,18 mm), а други број 40 означава тежину барутног пуњења у грејнима (1 грам~15 грејна).